# Leptonema album
Leptonema album là một loài Trichoptera trong họ Hydropsychidae. Chúng phân bố ở vùng Tân nhiệt đới.